# Bro över Rinkebystråket

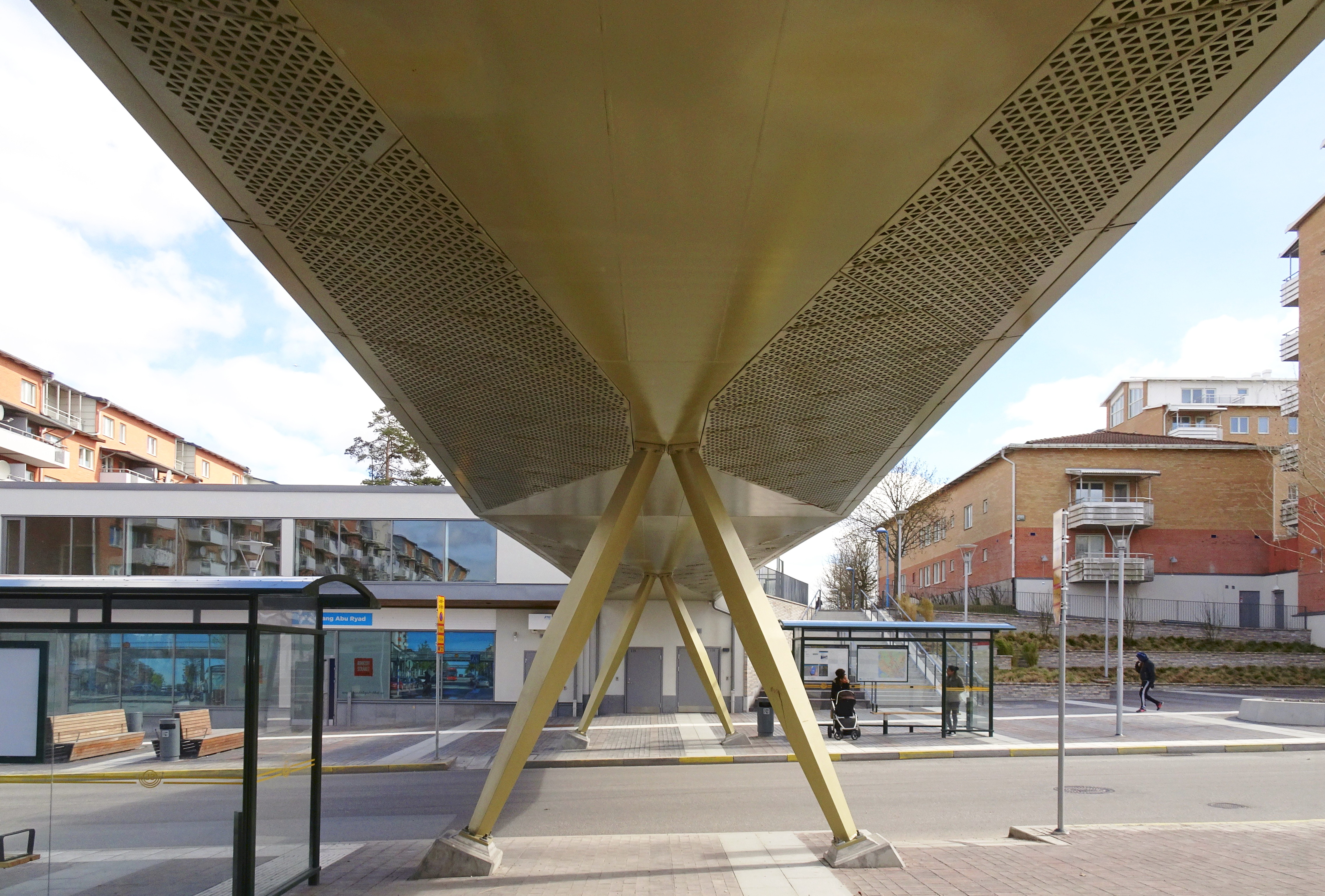
Brons undersida, 2017.

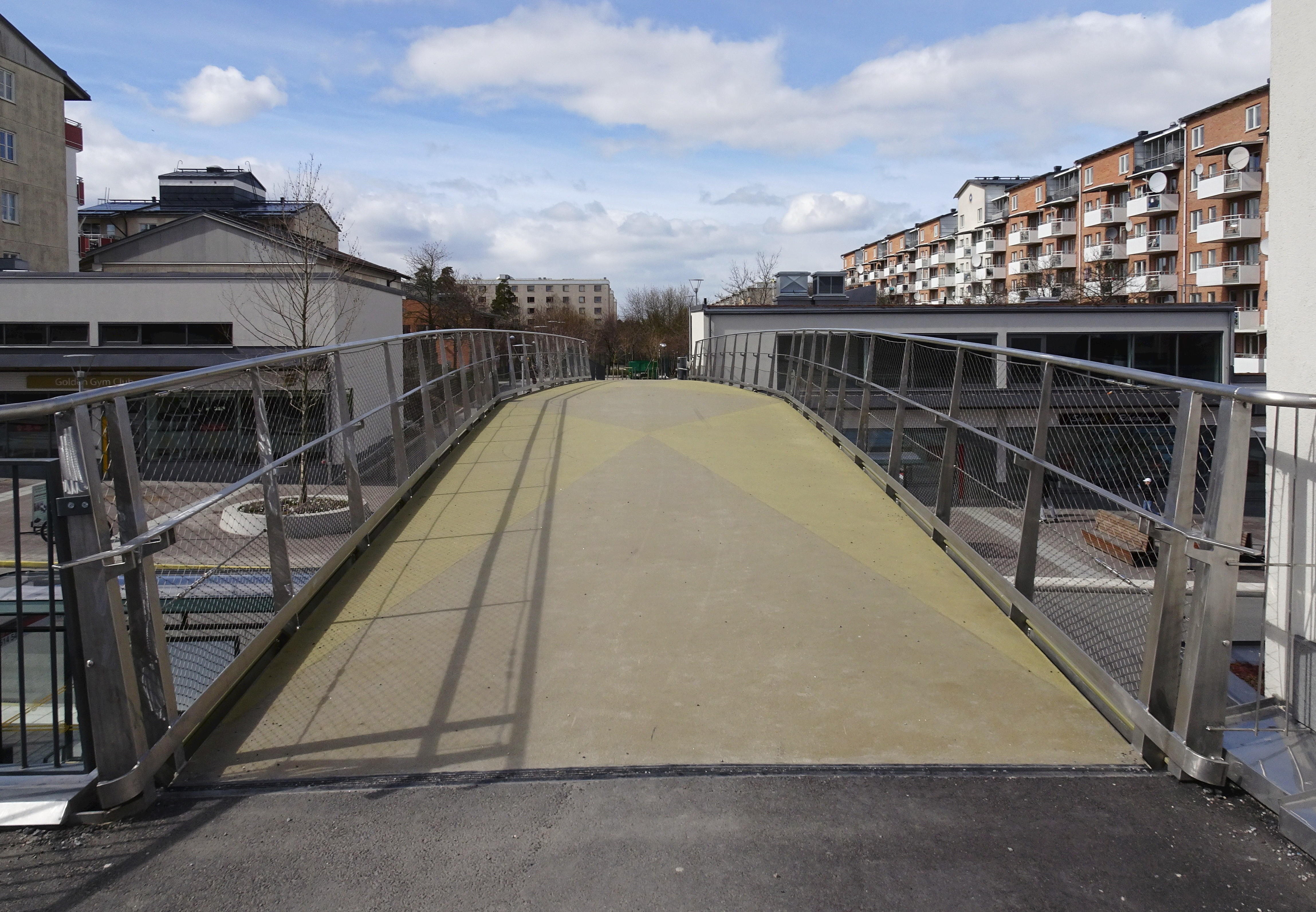
Ovansidan.

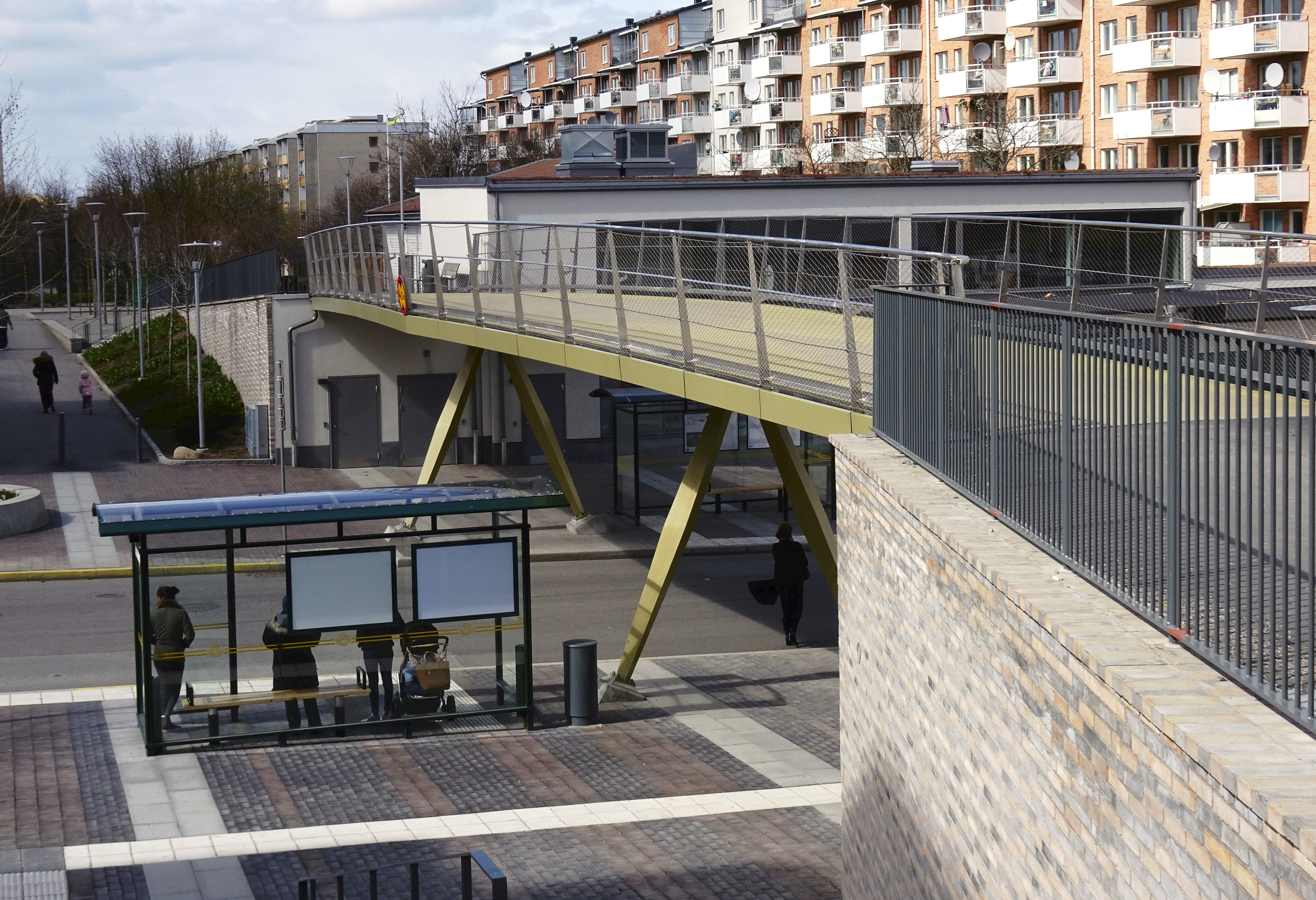
Södra sidan.

Rinkebystråkets bro (även kallad Första Rinkebybron)  är en gång- och cykelbro över Rinkebystråket i stadsdelen Rinkeby, Stockholms kommun. Bron färdigställdes år 2016 och är ritad av arkitektkontoret &Rundquist. Bron var en av tio kandidater till Årets Stockholmsbyggnad 2017.

## Beskrivning
Rinkebystråket är den centrala nord-sydaxeln genom Rinkeby som anlades redan i slutet av 1960-talet som en nedsänkt, trafikseparerad bilgata. I ett försök att modernisera och utveckla miljonprogrammets byggnader skapades år 2015 ett stadsutvecklingsprojekt längs med Rinkebystråket. Nya Rinkebystråket nominerades till Årets Stockholmsbyggnad 2016 och kom då på plats fem. 
Till projektet hör även nya gång- och cykelbroar som skall sammanlänka bebyggelsen på östra och västra sidan om stråket. På platsen fanns redan  fyra äldre betongbroar som kallades "Första, Andra, Tredje och Fjärde Rinkebybron". Gångbroarna över Rinkebystråket är kvar på samma platser som tidigare men byts ut mot nya något högre broar. Redan 2015 revs "Andra Rinkebybron" och ersattes med en stålbro. Arkitektkontoret &Rundquist fick uppdraget av Stockholms stad att rita den nya bron som skulle ersätta "Första Rinkebybron". Arkitekterna skapade en lätt stålbro med tre spann och en sammanlagd längd av 32,3 meter. Undersidan är perforerad och belyst inifrån som ger en intressant effekt på kvällstid. Brobredden varierar mellan ca 3,5 och 5,5 meter och brons mitt är gångbanan något bredare.

## Juryns kommentar
”Ingenjörskonst möter arkitektur med mänsklig utgångspunkt. Bron ger trafiksepareringen ett nytt ansikte och därmed också nya möjligheter. Den är anpassad efter de boendes behov med sin mötesplats på mitten. Den stärker områdets identitet med ett skulpturalt uttryck. Enkelt, tydligt och fantasifullt.”